# Satélite de Coleta de Dados 2
O Satélite de Coleta de Dados 2 ou SCD-2 é o segundo satélite brasileiro lançado ao espaço. Tem a função de realizar a coleta de dados ambientais para serem depois captados por estações rastreadoras e serem distribuidos a organizações e a usuários diversos. 
O SCD-2 foi lançado em 23 de outubro de 1998, por meio de um foguete do tipo Pegasus, ele foi transportado sob a asa de um avião Lockheed L-1011 Tristar, que o lançou a 13 km de altitude. 
Tem a função de realizar a coleta de dados ambientais para serem depois captados por estações rastreadoras e serem distribuidos a organizações e a usuários diversos.
É o segundo satélite fruto do programa MECB- Missão Espacial Completa Brasileira desenvolvido pelo INPE que já incorporava os painéis solares montados com tecnologia desenvolvida no Rio Grande do Sul em parceria com a equipe de projeto do sub-sistema de alimentação do satélite pelo INPE.
No dia de seu aniversário de 10 anos, em 23 de Outubro de 2008 o SCD-2 completou 52.807 voltas ao redor da Terra. Em uma década, percorreu uma distância de 2.365.088.861 quilômetros, o que corresponde a 3.112 vezes viagens de ida e volta à Lua (distância entre a Terra e a Lua: aproximadamente 380.000 quilômetros).